# Epessë
En el legendarium creado por el escritor británico J. R. R. Tolkien, epessë es la tercera categoría de nombres élficos, equivalente a un segundo nombre, apodo o título honorario. En general, a los elfos se les daban dos «primeros nombres» (essi), un nombre de padre y un nombre de madre. Posteriormente se les era asignado un (epessë) o «segundo nombre».

## Primeros nombres«Essi»
Uno lo daba el padre al nacer el hijo, a menudo se basaba en el propio nombre del padre, con un sufijo agregado o (en épocas posteriores) se derivó de antiguas leyendas. Tal es el caso de Gildor Inglorion.
El nombre que daba la madre se les asignaba más adelante, teniendo una gran importancia, ya que se dice que las madres de los Eldar poseían una gran percepción del carácter de sus hijos. También se cree que tienen el don de profecía en asuntos relacionados con sus hijos.

## Segundo nombre«Epessë»
El epessë o «segundo nombre» es la tercera categoría de nombres, asignado no necesariamente por sus parientes, era impuesto como un título honorario. En algunas circunstancias, el epessë es elegido por el mismo elfo. Cualquiera de los tres nombres podría referirse a un elfo, pero el epessë se usaba típicamente en canciones e historias. El epessë se utiliza más generalmente que el essi.

## Eldar con«epessë»
- Fëanor, el nombre dado por Finwë había sido Curufinwë, y el nombre dado por su madre Fëanáro.
- Maedhros, el hijo mayor de Fëanor, fue llamado por sus hermanos Russandol (coronilla cobriza), un epessë que se había ganado debido a su pelo rojizo. El propio nombre Maedhros era un epessë, el nombre dado por su padre había sido Nelyafinwë.
- Gil-galad (Estrella radiante), es el nombre de madre de Rodnor, hijo de Orodreth. Se le dio el epessë Ereinion debido a su herencia.[1]
- Círdan, es la epessë de un elfo Teleri que permaneció en Beleriand, y luego en Lindon, hasta el final de la Tercera Edad. Su nombre original había sido olvidado, y siempre se le conocía como Círdan, un título que se le había dado como Señor de las Falas antes de la Primera Edad.
- Finrod Felagund, se conoce generalmente como Felagund, un apodo despectivo original dado a él debido a su permanencia en Nargothrond. Finrod adoptó el nombre y lo convirtió en un título honorífico.
- Galadriel, es la traducción al sindarin de Alatáriel, siendo esta última un epessë que Celeborn le dio originalmente. Galadriel significa "Doncella Coronada por una Guirnalda Radiante". El nombre en sí es un epessë, ya que el nombre dado por su padre es Artanis y su nombre dado por su madre es Nerwen.[1]